# Velké Chvojno
Velké Chvojno település Csehországban, az Ústí nad Labem-i járásban. Velké Chvojno Ústí nad Labem, Libouchec és Chuderov településekkel határos. Lakosainak száma 877 fő (2024. január 1.).

## Népesség
A település lakosságának változását az alábbi diagram mutatja:
| Lakosok száma | 1379 | 1234 | 1148 | 809  | 660  | 662  | 857  | 868  | 850  | 877  |
|               | 1869 | 1890 | 1921 | 1950 | 1980 | 2001 | 2017 | 2019 | 2022 | 2024 |